# Ri Sol-ju
Ri Sol-ju (리설주, 李雪主 oder 李雪珠; * 1989) ist seit 2018 die „geachtete Erste Dame“ Nordkoreas. Ihr Ehemann ist der Diktator Kim Jong-un.

## Leben
Ri Sol-ju war vor der Heirat mit Kim Jong-un Sängerin und Mitglied des Unhasu-Orchesters. Laut südkoreanischen Informationen ist ihre Mutter eine Gynäkologin, ihr Vater Professor, die Familie sei Teil der nordkoreanischen Elite.
Die amtliche nordkoreanische Nachrichtenagentur Korean Central News Agency (KCNA) gab am 25. Juli 2012 bekannt, dass Kim Jong-un Ri Sol-ju geheiratet habe. Der genaue Zeitpunkt der Hochzeit ist bisher nicht bekannt geworden.  An der Seite ihres Mannes nahm sie öfter an den ausgedehnten Inspektionstouren („Vor-Ort-Anleitungen“) quer durch Nordkorea teil und präsentierte sich so der Öffentlichkeit. Analysten vermuten, dass Ri bereits 2010 einen Sohn zur Welt gebracht hat; dies ist aber unbestätigt.
Im Oktober 2012 gab es Spekulationen über ihre Person, da sie nicht mehr in der Öffentlichkeit an der Seite von Kim Jong-un auftrat. Vermutungen zufolge sollte sie entweder in Ungnade gefallen oder diszipliniert worden sein, auch über eine mögliche Schwangerschaft wurde spekuliert. Allerdings trat Ri kurz darauf mit ihrem Ehemann bei einer Inspektion an einer Militärschule wieder in der Öffentlichkeit auf. Im Dezember 2012 berichteten Nachrichtenagenturen vermehrt über eine Schwangerschaft von Ri Sol-ju. Der ehemalige US-amerikanische Basketballspieler Dennis Rodman berichtete zuerst im März 2013 nach einem Besuch in Nordkorea der internationalen Presse, dass Ri Sol-ju eine gesunde Tochter geboren habe. Diese erschien 2022 erstmals in der Öffentlichkeit.
Seit 2015 taucht sie seltener in den Medienberichten auf. Zumeist tritt sie seither nur bei großen öffentlichen Veranstaltungen in Erscheinung.
Ende März 2018 begleitete Ri Sol-ju ihren Ehemann bei einem Staatsbesuch in China. Im April desselben Jahres nahm sie am Gipfeltreffen im südkoreanischen Teil von Panmunjeom teil und traf die First Lady Südkoreas, Kim Jung-sook. Ri ist die erste First Lady Nordkoreas, die an einem Treffen mit Südkorea teilnimmt.  Im Mai 2018 war sie laut Bob Woodward beim Besuch von US-Diplomaten in Pjöngjang anwesend. Ebenso zeigte sie sich bei einem Staatsbesuch von Chinas Präsident Xi Jinping und seiner Ehefrau Peng Liyuan im Juni 2019.
Anlässlich einer Inspektionsreise und dem Start einer ICBM Ende 2022 wurden erstmals Fotos von ihr und ihrer wahrscheinlich 2012 oder 2013 geborenen Tochter Ju-ae veröffentlicht.